# Tatort: Schleichendes Gift
Schleichendes Gift ist ein Fernsehfilm aus der Kriminalreihe Tatort der ARD und des ORF. Der Film wurde vom RBB produziert und am 9. Dezember 2007 erstmals ausgestrahlt. Es handelt sich um den 17. Fall des Ermittler-Duos Ritter und Stark, nachdem Dominic Raacke zuvor bereits sechs Fälle mit Stefan Jürgens als Hellmann und Ritter gelöst hatte, und um die 682. Tatort-Folge. Ritter und Stark müssen den Tod eines Abteilungsleiters im Bundesgesundheitsministerium und um Verstrickungen der Pharmalobby klären.

## Handlung
Der Fahrradkurier Mischka verunglückt auf dem Weg von einem Auftrag im Bundesgesundheitsministerium. Der Autofahrer, der ihn angefahren hat, stiehlt ihm seine Kuriertasche und fährt weiter.
Am nächsten Morgen werden Ritter und Stark ins Gesundheitsministerium gerufen. Dr. Joseph Feinlein, Leiter des juristischen Referats und zuständig für Arzneimittelsicherheit, wurde dort tot aufgefunden. Nach den ersten Anzeichen ist Feinlein vergiftet worden. Laut der persönlichen Referentin Julia Jansen und der Schreibkraft Simmonis verlief der Arbeitstag mit Feinlein gestern normal, vom Pförtner erfahren die Beamten, dass am Vorabend ein Fahrradkurier eines fremden Kurierdienstes Feinlein noch aufgesucht hatte. Als Ritter und Stark die Witwe aufsuchen, bemerkt Ritter, dass das Haus von einem Unbekannten beobachtet wird. Rebekka Feinlein gibt an, die gesamte Nacht bis zum Eintreffen der Beamten aufgrund ihrer MS-Erkrankung geschlafen zu haben. Die Beamten zeigen ihr einen Abschiedsbrief, den sie im Büro ihres Mannes gefunden haben, Frau Feinlein glaubt jedoch nicht an Selbstmord. Während des Besuchs erhält Frau Feinlein einen anonymen Anruf. In der Gerichtsmedizin erfahren Ritter und Stark, dass Feinlein vergiftet wurde. Das Gift wurde oral verabreicht. Feinlein hatte an Magenkrebs in fortgeschrittenem Stadium gelitten, innerhalb der nächsten sechs Monate wäre er wahrscheinlich ohnehin gestorben.
Im Büro von Dr. Feinlein finden die Beamten seine Arztunterlagen. Offensichtlich hatte er seiner kranken Frau seine  tödliche Erkrankung verschwiegen. Obwohl in den Unterlagen der Besuch des Fahrradkuriers dokumentiert ist, sagt Julia Jansen aus, dass kein Fahrradkurier im Büro aufgetaucht sei. Von seiner Krebserkrankung wussten auch seine Mitarbeiter nichts. Offensichtlich gab es Differenzen zwischen Dr. Feinlein und seinem Stellvertreter Dr. Siegen um die politische Ausrichtung ihrer Abteilung.
Am nächsten Morgen erhält Weber den toxikologischen Befund: Dr. Feinlein ist an einer Überdosis Nikotin gestorben. Auf dem Überwachungsvideo des Ministeriums ist auch der Fahrradkurier zu sehen, der mit einem Umschlag das Gebäude vor Jansen verlässt. Die Beamten suchen den Kurierdienst „City-Pedal“ auf, für den der Kurier arbeitete. Dort erfahren sie, dass der Fahrer Mischka, der als der Mann auf dem Überwachungsvideo identifiziert wird, einem Unfall mit Fahrerflucht zum Opfer gefallen ist. Er liegt im Krankenhaus, seine Tasche ist verschwunden. Den Auftrag im Ministerium führte er offensichtlich auf eigene Rechnung durch, da dieser nicht im Firmencomputer verzeichnet ist und der Fahrer offiziell schon Feierabend hatte. Ritter und Stark fahren zu Mischka ins Krankenhaus. Dort fällt Ritter wieder der Mann vor Feinleins Haus auf, der sich auffällig benimmt und vor Ritter davonläuft. Nach einer vergeblichen Verfolgung ordnet Ritter die Bewachung Mischkas im Krankenhaus an. Dieser liegt im künstlichen Koma, ist also nicht vernehmungsfähig.
Ritter und Stark, die noch immer grübeln, wie der Tod Feinleins und der mysteriöse Unfall des Kuriers zusammenhängen können, fahren zu Frau Feinlein. Diese stellt den Beamten ihre Schwester, die Ärztin Maria Abt vor, die nicht gut auf ihren Schwager zu sprechen war. Maria hat bei der Durchsicht des Nachlasses ihres Schwagers Auszüge eines offenbar geheimen Kontos gefunden, die sie den Beamten übergibt. Ritter fährt zum Ministerium und wird dort Zeuge einer Auseinandersetzung über einen Gesetzentwurf zwischen Dr. Siegen, der kommissarisch Dr. Feinleins Abteilung übernommen hat, und Julia Jansen. Jansen sagt Ritter gegenüber aus, dass Feinlein seinen Tee, mit dem er das Gift zu sich genommen hatte, stets selbst kochte. Sie schließt auf Nachfrage aus, dass Feinlein eine Nebentätigkeit oder eine private Affäre hatte. Stark trifft währenddessen im Krankenhaus auf die Disponentin des Kurierdienstes, Marielle. Diese sagt aus, dass Mischka auch einen Stamm von eigenen Kunden hatte, die ihn an der Firma vorbei gebucht hatten, wer diese seien, wisse sie nicht. Am nächsten Morgen informiert Weber seine Kollegen, dass auf den Kontoauszügen beträchtliche Bareinzahlungen dokumentiert sind. Gleichzeitig hat sich herausgestellt, dass die Unterschrift auf Feinleins Abschiedsbrief echt ist.
Wiegand sieht den Fall abgeschlossen und keinen Zusammenhang mit dem Unfall von Mischka, doch Ritter und Stark ermitteln weiter. Mischka ist mittlerweile aufgewacht und kann den Beamten den Namen seines Auftraggebers nennen: er sollte für den Journalisten Hendrik Koch ins Ministerium fahren. Ritter kann Koch auch als den Unbekannten aus dem Krankenhaus identifizieren. Koch zeigt den Beamten das Ergebnis seiner Recherche. Feinlein war wie die meisten Ministerialbeamten von der Pharmaindustrie beeinflusst, Feinlein wollte allerdings aussteigen und mit Koch zusammenarbeiten. Am Abend hat Mischka bei Feinlein eine von diesem unterschriebene Liste der Ministeriumsmitarbeiter, die für die Pharmalobby arbeiten, abgeholt. Diese Liste ist nunmehr seit dem dubiosen Unfall verschwunden. Koch glaubt auch nicht an einen Selbstmord Feinleins.
Mit Kochs Foto konfrontieren die Beamten Dr. Siegen, der gerade mit Dr. Marcus Böhler, einem Rechtsanwalt und Pharmalobbyisten, zu Mittag speist. Böhler ist ebenfalls auf dem Foto zu sehen. Böhler und Siegen zeigen sich den Beamten gegenüber auch auf Vorhalt des Fotos unbeeindruckt. Die Beamten suchen daraufhin Julia Jansen zu Hause auf und legen ihr das Foto vor. Sie kann Dr. Feinlein und Dr. Siegen identifizieren, die anderen Männer will sie nicht kennen. Vorträge von Ministerialbeamten vor interessierten Kreisen bezeichnet sie als normal, die Geldeingänge bei Dr. Feinlein kann sie nicht erklären.
Ritter und Stark suchen nochmals Frau Feinlein auf, um Fingerabdrücke von ihr zu nehmen. Dabei räumt sie ein, dass die Pharmaindustrie ihr teure Therapien in den USA ermöglicht hatte, die ihr die Kasse nicht bezahlt hätte. Die Finanzierung sei über eine Anwaltskanzlei gelaufen. Als Gegenleistung musste Josef Feinlein ein Gutachten gegen seinen eigenen Gesetzentwurf erstellen, so dass dieser abgelehnt werden musste. Ritter und Stark erläutern Wiegand den Ermittlungsstand und machen ihm klar, dass noch ein Fremder seine Hände im Spiel gehabt haben muss. Feinlein wollte offensichtlich im Angesicht seines bevorstehenden Todes über seine und Siegens Lobbytätigkeit auspacken. Deshalb hatte er den Fahrradkurier beauftragen lassen, das Belastungsmaterial an Koch zu liefern. Zu einem Zeitpunkt, als Feinlein schon tot gewesen sein muss, wurde die Festplatte seines Computers gelöscht, zudem wurde der Kurier offensichtlich absichtlich überfahren und der Dokumente beraubt.
Auf Feinleins Abschiedsbrief sind auch an den entscheidenden Stellen keine Fingerabdrücke, ein Fremder muss diesen mit Handschuhen gefaltet haben. Auf dem Überwachungsvideo sehen die Beamten Dr. Siegen, wie dieser etwa zum Zeitpunkt von Dr. Feinleins Vergiftung noch einmal ins Ministerium zurückkehrt. Dabei hatte er ausgesagt, das Gebäude zuvor für den Abend verlassen zu haben. Ritter und Stark beobachten ein Lobbyistentreffen. Von Koch erfahren sie, dass es darum geht, wer auf der Feinleinliste steht und wer diese im Besitz hat. Die Beamten verschaffen sich Zutritt zu der Veranstaltung und konfrontieren Böhler und Siegen mit ihren Ermittlungsergebnissen. Böhler zieht daraufhin sein Alibi für Siegen zurück und lässt diesen fallen, die Beamten nehmen Siegen mit aufs Revier.
Mischka kann sich mittlerweile erinnern, dass ihm zwei Security-Leute Geld für die Dokumente geboten hatten. Als er dies ablehnte, fuhren sie ihn an. Die Security-Leute können dank der Angaben von Mischka ausfindig gemacht werden und gestehen, dass Dr. Böhler ihr Auftraggeber war. Ritter und Stark suchen Böhler auf und können die Feinleinliste bei ihm sicherstellen. Durch Dr. Böhlers Aussage stellt sich heraus, dass Julia Jansen seine Informantin an jenem Abend war. Sie hatte Dr. Böhler über das Versenden der Liste an Koch unterrichtet und ihm so ermöglicht, den Fahrradkurier abzufangen. Sie rechnete damit, selbst auf dessen Lobbyistenliste zu stehen. Feinlein hatte ihren Namen aber, offensichtlich aus Sympathie, entfernt, um sie aus den Enthüllungen herauszuhalten. Als die Beamten auf Frau Feinleins Geheiß hin Koch eine Kopie der Liste übergeben, stellen sie anhand von Kochs heimlich gemachten Fotos fest, dass Julia Jansen ebenfalls auf dem Lobbytreffen war. Die Beamten finden heraus, dass Jansens Ehemann seit einem halben Jahr insolvent ist. Julia Jansen hatte sich wohl deshalb kaufen lassen.
Bei einer weiteren Durchsicht des Überwachungsvideos stellen Ritter und Stark fest, dass nicht Jansen, sondern eine andere Person das Gebäude um die angegebene Zeit vor Feinleins Todeszeitpunkt verlassen hat. Sie mutmaßen, dass Jansen Feinlein ermordet hat und fahren zu ihrem Haus. Dort trinkt sie gerade ebenfalls eine tödliche Nikotinlösung. Ritter und Stark können ihren Suizid im letzten Moment verhindern, so dass Julia Jansen zur Verantwortung gezogen werden kann.

## Produktion
Der Tatort Schleichendes Gift ist eine Produktion im Auftrag des RBB für Das Erste. Der Film wurde zwischen dem 28. April und dem 29. Mai 2007 in Berlin gedreht. Bei seiner Erstausstrahlung am 9. Dezember 2007 hatte Schleichendes Gift 7,51 Millionen Zuschauer, was einem Marktanteil von 20,80 % entspricht.

## Kritik
TV Spielfilm beurteilte den Film positiv und kommentiert „Hochspannung im Regierungsviertel“.